# Diocesi di Mizigi
La diocesi di Mizigi (in latino Dioecesis Mizigitana) è una sede soppressa e sede titolare della Chiesa cattolica.

## Storia
Mizigi, identificabile con le rovine di Douela nell'odierna Tunisia, è un'antica sede episcopale della provincia romana dell'Africa Proconsolare, suffraganea dell'arcidiocesi di Cartagine.
Sono solo due i vescovi documentati di Mizigi. Il nome di Adeodato è stato scoperto nell'iscrizione relativa alla dedicazione di una chiesa, ed è da supporre che sia il nome del vescovo che la fece edificare. Placido prese parte al concilio di Cartagine del 525.
Dal 1933 Mizigi è annoverata tra le sedi vescovili titolari della Chiesa cattolica; dal 28 luglio 2007 il vescovo titolare è Raúl Antonio Martínez Paredes, già vescovo ausiliare di Santiago di Guatemala.

## Cronotassi

### Vescovi
- Adeodato †
- Placido † (menzionato nel 525)

### Vescovi titolari
- Gioacchino Pedicini † (2 giugno 1967 - 6 gennaio 1976 dimesso)
- Jacques Huynh Vân Cùa † (22 febbraio 1976 - 9 gennaio 1995 deceduto)
- Michael Ernest Putney † (31 maggio 1995 - 24 gennaio 2001 nominato vescovo di Townsville)
- José Antonio Gentico † (21 marzo 2001 - 5 aprile 2007 deceduto)
- Raúl Antonio Martínez Paredes, dal 28 luglio 2007